# Аманда О (телесеріал, Аргентина)
«Аманда О» (ісп. Amanda O) — перший аргентинський телесеріал, який був знятий спеціально для користувачів Інтернет-простору 2008 року. Вебтелесеріал згодом був адаптований для телебачення.

## Сюжет
Гламурна співачка та актриса Аманда О (Наталія Орейро) живе за всіма законами шоу-бізнесу. Їй це подобається, адже вона знаменита. У стервозної та самозакоханої світської левиці все в житті ніби влаштовано добре, але одного разу щось йде не так як повинно бути за типовим сценарієм життя зірки…

## Актори
| Актор               | Роль                      |
| ------------------- | ------------------------- |
| Наталія Орейро      | Аманда О, світська левиця |
| Лучано Кастро       | Данте                     |
| Валерія Лорка       | Аманда О, фальшива Аманда |
| Хульєта Сильберберг | Інес                      |
| Бенхамін Амадео     | Демо                      |
| Флоренсія Ортіс     |                           |